# Brodawczaki krtani
Brodawczaki krtani (ang. laryngeal papillomatosis) - schorzenie krtani o etiologii wirusowej, stanowiące u dorosłych stan przedrakowy krtani. U dzieci brodawczaki są mnogie (w odróżnieniu od pojedynczych u dorosłych) i określane jako brodawczakowatość młodzieńcza krtani (ang. juvenile laryngeal papillomatosis), która nie stanowi stanu przedrakowego. Brodawczaki mnogie u dzieci mają tendencje do samoistnego zanikania w okresie dojrzewania płciowego.

## Etiologia
Stwierdzono obecność DNA wirusa HPV typu 6 i 11, a także, choć zdecydowanie rzadziej: 16 i 18, 31, 33, 35. Prawdopodobnie do zakażenia wirusem pochodzącym z dróg rodnych matki dochodzi podczas porodu. Nie można jednak wykluczyć późniejszego zakażenia, także w życiu dorosłym. Najczęstszą lokalizacją zmian są struny głosowe, lecz brodawczaki mogą występować na błonach śluzowych wszędzie tam, gdzie dochodzi do przejścia nabłonka płaskiego w nabłonek migawkowy.

## Epidemiologia
Szacuje się, że częstość występowania choroby u dorosłych wynosi 2:100 000 i 4,5:100 000 u dzieci. Szczyt zachorowań u dzieci występuje w 5 roku, u dorosłych w 3. dekadzie życia. Wśród dorosłych częściej brodawczaki krtani stwierdza się u mężczyzn, u dzieci zależność pomiędzy częstością występowania a płcią nie występuje. W około 1-7% przypadków brodawczaków typu dorosłych występuje transformacja nowotworowa w kierunku raka płaskonabłonkowego krtani.

## Objawy
Objawy zależą od umiejscowienia i rozległości zmian. W skrajnych przypadkach obturacja dróg oddechowych spowodowana przez rozrastające się brodawczaki może doprowadzić do wystąpienia niewydolności oddechowej i zagrożenia życia.
U dorosłych występuje::
- chrypka
- duszność
- krwioplucie

U dzieci:
- osłabienie krzyku i płaczu u niemowląt i małych dzieci
- trudności w połykaniu
- głośny oddech, stridor lub charczenie nad krtanią
- przewlekły kaszel

## Diagnostyka
Podstawowym badaniem w przypadku podejrzenia brodawczaków krtani jest laryngoskopia. Dokładniejsza jest fiberoskopia, jednak wymaga użycia bardziej zaawansowanego sprzętu. W badaniach tych brodawczak widoczny jest jako narośl podobna rozmiarem, kształtem i barwą do maliny. Brodawczak typu dorosłych może być szary i w zależności od stopnia rogowacenia posiadać biały odcień. Ostateczne rozpoznanie opiera się na badaniu wycinka pobranego ze zmiany. W badaniu histopatologicznym zmiany o charakterze brodawczaka prezentują się jako smukłe, palczaste wypustki opierające się na rdzeniu pokrytym prawidłowym nabłonkiem wielowarstwowym płaskim.
Objawy choroby mogą być mylone z astmą, krztuścem lub przewlekłym zapaleniem oskrzeli.

## Leczenie
Metodami leczenia brodawczaków krtani są:
- chirurgia tradycyjna
- mikrochirurgia laserowa z użyciem CO2 - najczęściej dziś stosowana[6] metoda usuwania brodawczaków. Dzięki zastosowaniu niskiej mocy i długiego czasu naświetlania nie naraża się pacjenta na powstawanie blizn lub zrostów, które mogłyby zaburzyć funkcję głosową. Ponadto metoda nie wymaga dłuższej hospitalizacji i może być wielokrotnie powtarzana. Nie zaleca się jej u dzieci do 3 roku życia.
- terapia fotodynamiczna

Mimo leczenia chirurgicznego często występują nawroty choroby. U dzieci liczba nawrotów sięga 80%, u dorosłych 36%. Dzięki stosowaniu interferonu alfa (INF-α) zmiany ustępują u 42% pacjentów.
W przypadku występowania znacznej duszności spowodowanej brodawczakami konieczne może być wykonanie tracheotomii.